# فرانک هیونس
فرانک هیونس (انگلیسی: Frank Havens; ۱ اوت ۱۹۲۴ – ۲۲ ژوئیهٔ ۲۰۱۸) قایقران کانو اهل ایالات متحده آمریکا بود.
وی در مسابقات کشوری و بین‌المللی در مجموع برندهٔ ۱ مدال طلا، ۱ مدال نقره شده‌است.